# Арголида (округ)
Префектура Арголида или Арголис је округ у периферији Пелопонез и историјској покрајини Пелопонез у југозападном делу Грчке. Управно средиште округа је град Нафплио, а највећи град је Аргос.
Округ Арголида је успостављен 2011. године на месту некадашње префектуре, која је имала исти назив, обухват и границе.

## Порекло назива
Назив оркуга недвосмислено упућује на старогрчки полис и данашњи град Аргос, који је данас други по значају у округу.

## Природне одлике
Округ Арголида се налази у источном делу полуострва Пелопонез. Она излази на два значајна залива Егејског мора, Арголиски на југу и Саронски залив на истоку. Копнене границе округ има ка западу, северу и делом ка истоку. Са запада се округ Арголида граничи са округом Аркадија, са севера са округом Коринт, а делом са истока са енклавом округа Острва на Пелопонезу. Веома мали део округа отпада на неколико сасвим малих острва у близини морске обале.
Најважнији део округа Арголида је средишњи, који је равничарски и отворен ка мору са југа. Ово је део са развијеном пољопривредом, а ту се налазе и два највећа насеља, Нафплио и Аргос. Западни и источни део округа је планински. Најважније планине су Лихреја и Трахи. Пошумљеност је углавном везана за средишњи планински појас, али постоје и шуме у приморју. Током пожара последњих година страдало много површина под шумом. Речних токова нема много, а и они лети сви пресуше.
Клима у округу Арголида је у приморским деловима средоземна, док у планинским крајевима због знатне висине она прелази у оштрију планинску варијанту.

## Историја
Област округа Арголиде била је једна од најважнијих у доба антике, позната као Арголида. Највећи значај овај простор је имао у току Микенске цивилизације, када су овде били смештени моћни градови: Микена,  Тиринт, Аргос, Епидавр. простор је био значајан и у току следећих епоха - старе Грчке, хеленистичког доба, затим старог Рима. Касније ово подручје бива прикључено Византији, у 13. веку освајају је Крсташи, да би средином 15. века подручје Арголиде постало део отоманског царства. Под њима ће остати до савременог доба.
1821. године ово подручје било је једно од првих која су узела учешће у Грчком Устанку. Одмах по успостављању државе Грчке образована је и велика префектура Арголидокоринтија, која је подељена на две засебне јединице 1949. године. Последњих деценија некадашња префектура, а данас округ је осавремењен, али је то било успорено прилично бројним шумским пожарима.

## Становништво
По последњим проценама из 2005. године округ Арголида је имао близу 110.000 становника, од чега више од половине становништва живи у релативно малом равничарском подручју око градова Нафплија и Аргоса (око 10% површине оркуга).
Етнички састав: Главно становништво округа су Грци, а званично признатих историјских мањина нема. И поред тога у округу живи заједница Рома.
Густина насељености је око 50 ст./км², што је осетно мање од просека Грчке (око 80 ст./км²). Равничарско подручје око је значајно гушће насељено, док је удаљеније планинско подручје на западу готово пусто.

## Управна подела и насеља
Округ Лаконија се дели на 5 општина:
1. Аргос–Микена
2. Епидавр
3. Ермионида
4. Нафплио

Нафлпио је седиште округа док је највећи град Аргос. То су једина два већа града (> 10.000 ст.) у округу.

## Привреда
Округ Арголида је познат по пољопривреди, која је традиционално развијена, а данас је она везана за тржиште оближње Атине. Гаје се воће и поврће (посебно парадајз) у низинама и маслине у вишим деловима.
Све већи значај има и туризам и то нарочито културолошки, због бројних археолошких налазишта везаних за Микенску цивилизацију.